# مارسيلو سيرانو
مارسيلو سيرانو هو لاعب كرة قدم برازيلي، ولد في 29 نوفمبر 1979 في نوفا ليما في البرازيل.